# NGC 249
NGC 249 је емисиона маглина у сазвежђу Тукан која се налази на NGC листи објеката дубоког неба.
Деклинација објекта је - 73° 4' 49" а ректасцензија 0h 45m 31,8s. Привидна величина (магнитуда) објекта NGC 249 износи 8,9 а фотографска магнитуда 13,8. NGC 249 је још познат и под ознакама ESO 29-EN9.